# Шакшинская переправа
Шакшинская (Князевская) переправа — историческая, и временно действующая, паромная переправа на реке Уфе в городе Уфе.

## История
Переправа действовала на дороге из села Богородского на восток. После строительства и открытия в 1890 Шакшинского железнодорожного моста, переправа действовала для близлежащих деревень.
До открытия в 1984 Шакшинского моста, с 1962 для автотранспорта действовала грузовая паромная переправа, а зимой — ледовая дорога. Паромная переправа не справлялась с нагрузкой — заторы возникали регулярно.
После начала реконструкции Шакшинского моста, в 2023 вновь временно открыта паромная переправа «Князево».